# Афанасьев, Николай Иванович
Николай Иванович Афанасьев (12 [25] августа 1914 года — 21 сентября 1992 года) — участник Великой Отечественной войны, командир орудия артиллерийского дивизиона 69-й механизированной бригады 9-го механизированного корпуса 3-й гвардейской танковой армии Воронежского фронта, Герой Советского Союза (10.01.1944), гвардии старший сержант.

## Биография
Родился 12 (25) августа 1914 года в селе Степанищево (сейчас — Мучкапского района Тамбовской области) в крестьянской семье. Русский. Образование неполное среднее. Работал трактористом в колхозе.
В Красной Армии с октября 1936 года. На фронте с первых дней Великой Отечественной войны. Принимал участие в освобождении Украины.
Командир орудия артиллерийского дивизиона 69-й механизированной бригады 9-го механизированного корпуса 3-й гвардейской танковой армии гвардии старший сержант Н. Афанасьев отличился при форсировании Днепра. 22 сентября 1943 года в районе села Зарубинцы Каневского района Черкасской области Украины его расчёт одним из первых на подручных средствах переправился на правый берег реки и участвовал в захвате плацдарма. За три дня боёв расчёт уничтожил 5 пулемётных гнёзд, 2 миномёта, 2 танка, 1 орудие и до 100 солдат противника.
Указом Президиума Верховного Совета СССР «О присвоении звания Героя Советского Союза генералам, офицерскому, сержантскому и рядовому составу Красной Армии» от 10 января 1944 года за «образцовое выполнение боевых заданий командования на фронте борьбы с немецко-фашистскими захватчиками и проявленные при этом отвагу и геройство» удостоен звания Героя Советского Союза с вручением ордена Ленина и медали «Золотая Звезда» (№ 5982).
Член ВКП(б)/КПСС с 1946 года. После войны демобилизован. Вернулся в родное село, где работал председателем колхоза. С 1968 по 1972 годы служил милиционером конвойного взвода оперативного дивизиона управления охраны общественного порядка Тамбовской области. с 1972 по 1975 год — милиционером специального приёмника административных арестованных в Тамбове. В 1975 году переехал в Керчь (Крым, УССР), где также работал милиционером в городском управлении внутренних дел.
Умер 21 сентября 1992 года и похоронен на городском кладбище города Керчи.

## Награды
- Медаль «Золотая Звезда» Героя Советского Союза (№ 5982)
- Орден Ленина
- Орден Красного Знамени
- Орден Отечественной войны I степени
- Медали, в том числе:
  - Медаль «За победу над Германией в Великой Отечественной войне 1941—1945 гг.»
  - Юбилейная медаль «Двадцать лет Победы в Великой Отечественной войне 1941—1945 гг.»
  - Юбилейная медаль «Тридцать лет Победы в Великой Отечественной войне 1941—1945 гг.»
  - Юбилейная медаль «Сорок лет Победы в Великой Отечественной войне 1941—1945 гг.»